# 卡蒂亞迪烏帕齊拉
卡蒂亞迪是孟加拉國的一個烏帕齊拉，位於達卡專區的吉紹爾甘傑縣。

## 人口
卡蒂亞迪烏帕齊拉共有戶數49488戶。據1991年孟加拉國人口普查，該地共有人口264501人，其中男性佔比50.24%，女性49.76%；成年人口125001人。該地7歲以上人口之平均識字率為20.3%，低於全國平均值（32.4%）。